# Gare d’Aubagne
Gare d'Aubagne – stacja kolejowa w Aubagne, w departamencie Delta Rodanu, w regionie Prowansja-Alpy-Lazurowe Wybrzeże, we Francji. Znajduje się 17 km na wschód od dworca Marseille-Saint-Charles, pomiędzy Marsyslią i Tuloną, na linii Marsylia - Ventimiglia.